# 양지 (수호전)

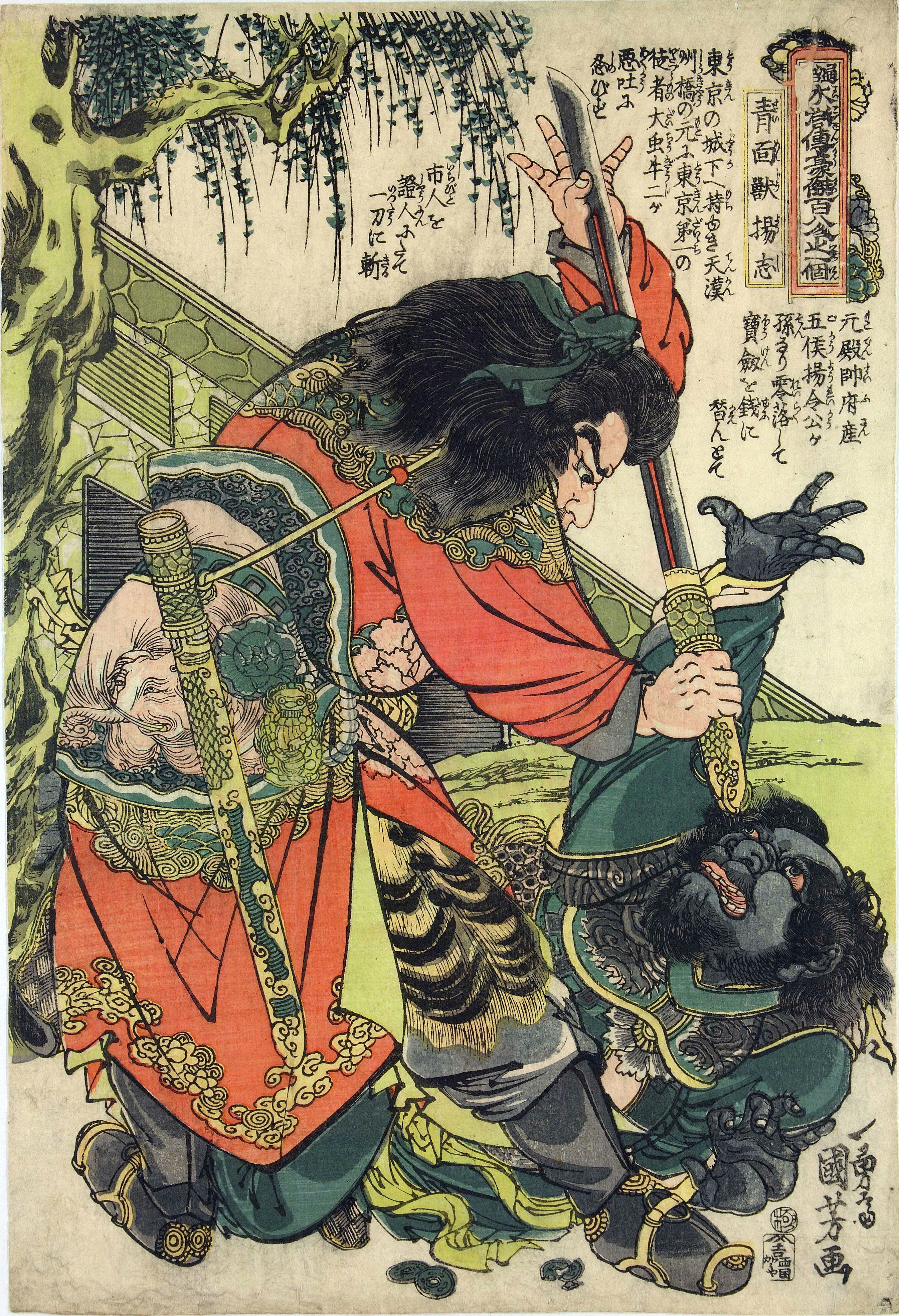
우타가와 구니요시가 그린 양지 우키요에

양지(중국어 정체자: 楊志 양즈[*])는 중국의 사대기서 중 하나인 《수호전》에 등장하는 인물로 108성 중 17위이자 천강성(天罡星)의 천암성(天暗星)에 해당한다. 얼굴에 커다란 푸른 점이 있다 하여 청면수(靑面獸)라는 별호로 불린다. 북송(北宋) 초의 영웅인 양업(楊業)의 후손이며, 무예는 양산박 인물들 중 최고급의 실력이다.

## 생애
조상 대대로 내려오는 무관의 자손이며, 양지 또한 무관으로서의 길을 택했다. 젊은 나이에 무과(武科)에 합격해 근위대장(近衛大將)격인 전사제사(殿司制使)에 임명되어 출세가도를 달렸다. 하지만 화석강(花石綱) 운반 도중 거센 풍랑을 만나 화석강을 실은 배가 침몰했으며, 고구(高俅)에게 책임을 추궁당할 것이 두려운 나머지 관직을 버리고 도망쳤다.
이후 전국에 사면령이 내려지자 다시 복직할 수 있다는 희망을 안고 고구에게로 가던 도중 임충(林冲)과 만났으며, 임충을 단순한 노상 강도로 생각하고 일대일 대결을 벌였으나 승부가 나지 않았다. 이를 지켜본  양산박(梁山泊)의 두령 왕륜(王倫)은 양지를 임충과 경쟁시키면 자신의 지위를 지키면서 동시에 양산박의 전력이 강화될 것이라는 계산으로 양지와 임충에게 동시에 양산박에 들어올 것을 권했지만, 자신의 죄를 사면받고자 고구에게 가려는 양지를 설득하는 데 실패해 임충만이 양산박에 들어가게 되었다.
그 뒤 동경(東京) 개봉부에 도착한 양지는 뇌물을 써서 고구를 만나 사면을 요청했으나, 고구는 이를 받아들이지 않은 채 목숨을 부지해 준다는 조건으로 양지에게 동경 개봉부를 떠나게 했다. 그러나 양지는 가진 돈을 다 써버린 상태였고, 결국 자신의 가보인 보검을 팔기 위해 시장으로 갔다. 그 때 양지가 장사하는 것을 방해하러 온 건달이 행패를 부렸고, 결국 양지는 보검으로 건달을 살해했다. 이후 바로 관에 자수했으며, 살해당한 건달이 평판이 좋지 않았던 덕에 보검을 몰수당한 뒤 북경(北京) 대명부에 유배되는 가벼운 형벌을 받았다.
이후 유배지에서 양중서의 마음에 들어 다시 관직에 나갈 수 있는 기회를 얻었으나, 다른 무관들의 반대로 인해 무술 시합을 하게 되었다. 양지는 주근(周謹)과 싸워 승리한 뒤 색초(索超)와 무승부를 이루었고, 자신의 실력을 인정받아 제할사(提割使)로 임명되었다.
그 뒤 양중서는 양지에게 자신의 장인인 채경(蔡京)의 생일 선물로 보내는 생신강(生辰綱)의 운반 역할을 맡겼으며, 양지는 도적에 대한 대책을 충분히 강구했다. 하지만 생신강을 운반하는 수하들이 지쳐 어쩔 수 없이 조개(晁蓋)의 계략으로 약을 탄 술을 마셔 조개 일당에게 생신강을 빼앗겼다. 또다시 임무에 실패한 양지는 자결을 시도하려했으나, 다시 생각한 뒤 무뢰한이 되기로 결심한다.
이후 정처없이 전국을 방랑하던 양지는 임충의 제자였던 조정(曹正)과 임충의 의형제인 노지심(魯智深)을 만나 이룡산(二龍山)에서 산적 노릇을 했다. 그 뒤 이룡산의 산적들은 무송(武松), 시은(施恩), 장청(張靑), 손이랑(孫二娘)을 받아들여 양산박에 버금가는 세력을 자랑했으며, 호연작(呼延灼)이 도화산(桃花山)을 공격하자 도화산의 산적들의 구원에 나서 양지는 호연작과 치열한 일대일 승부를 벌였다. 이후 백호산(白虎山), 양산박이 구원에 가세했고, 호연작이 패배하자 양지는 양산박에 합류했다. 이 때 과거 생신강 운반을 방해한 조개와 다시 만났으나 호탕하게 한 번 웃고 그냥 넘어갔으며, 그 뒤에는 양산박 군의 중추적인 역할을 맡아 주력으로 활약하였다.
양산박에 108명이 집결한 후에는 팔호기(八虎騎) 겸 선봉사(先鋒使) 중 한 명으로 임명되었으며, 관군과의 계속된 전투에서 좋은 활약을 보였다. 이후 조정에서 양산박의 귀순을 권하자 고구를 죽이기 위해 임충과 함께 반대했지만, 결국 양산박은 조정에 귀순하였다. 하지만 그 뒤에도 양지의 활약은 계속되었고, 방랍(方臘)의 난을 평정한 뒤 병에 걸려 사망했다.

## 대중 문화
영상 매체에서 양지를 연기한 배우는 다음과 같다.
- 사토 마코토: 드라마 《수호전》(1973)
- 왕하이성: 드라마 《수호》(1983)
- 량자런: 영화 《수호영웅 청면수 양지》(1985)
- 후젠궈: 영화 《완씨삼웅》(1988)
- 디나이서: 드라마 《수호전》(1998)
- 뤼량웨이: 영화 《청면수양지》(2006)
- 가오후: 드라마  《수호전》(2011)
- 자오추성: 드라마 《무송》(2013)